# 満岡伸一
満岡 伸一（みつおか しんいち、1882年（明治15年） - 1950年（昭和25年））は、アイヌ文化研究家、俳人。妻の照子は北海道白老郡白老町に生まれ育ち、女流歌人として知られる。詩人の文月悠光は曾孫にあたる。

## 略伝
佐賀県佐賀郡鍋島村（現・佐賀市）の蒲原家に誕生。8歳の頃、北海道室蘭市輪西へ移住する。1906年に北海道師範学校講習科を卒業後、札幌近郊で教鞭を振るう。1908年、井深照子と結婚。13年後、母の生家再興のため満岡姓を名乗る。1912年、白老郵便局長に就任して以降、30年間を白老で過ごし、白老アイヌの「隣人」としてアイヌの風俗・伝承を記録し、それをライフワークとした。1924年にその成果を『アイヌの足跡』（初版）として発刊した。1942年に健康を害して郵便局を退職し、東京府北多摩郡国分寺町（現・国分寺市）へ移住し、その7年後に没する。享年68歳。
満岡夫妻の邸宅は、白老町役場の東隣にあった。夫婦で文学活動をしていたことから知人が多く、著名な歌人を招いた歌会も催された。アイヌの詩人、歌人として著名な森竹竹市は、同夫妻の影響を受けて句作・歌作を始めたと考えられる。

## アイヌの足跡
満岡は、1924年に初版を発行してから、1926年に第2版、1931年に第3版（増補）、1932年に第4版、1934年に第5版（増補）、1941年に第6版（増補）までを白老町の田邊真正堂から公刊した。彼の没後も、1962年の第7版から1987年の第9版まで増補がくり返されている。白老を中心としてアイヌの風俗や習慣を生業・家屋・言葉など40以上の項目に分け、詳細に記録し、口絵や挿絵も満岡本人が描く。初版には火山学者・田中館秀三と河合裸石の序、衆議院議員だった木下三四彦の跋がある。
学術研究のために白老を訪れる人へ向けて執筆された同書は、アイヌ研究資料の一つとして民芸協会の機関誌『民藝』107号で紹介されている。

## 著作
- 『アイヌの足跡』満岡伸一、1923年8月。NDLJP:926156。
- 『アイヌの足跡』真正堂、1924年10月。
  - 『アイヌの足跡』（第2版）真正堂、1926年9月。
  - 『アイヌの足跡』（第3版増補）真正堂、1931年5月。
  - 『アイヌの足跡』（第4版増補）真正堂、1932年5月。
  - 『アイヌの足跡』（第5版増補）真正堂、1934年7月。NDLJP:1034803。
  - 『アイヌの足跡』（第6版増補）三好竹勇、1941年7月。
  - 『アイヌの足跡』（第7版増補）三好商店、1962年6月。
  - 満岡章 編『アイヌの足跡』（増補改訂版）白老民族文化伝承保存財団、1987年2月。
  - 『アイヌの足跡』（第9版増補）アイヌ民族博物館、2003年3月。
- 日本放送協会関東支部 編「アイヌの話」『通俗講話』 第1巻、日本ラヂオ協会〈ラヂオ講演〉、1927年4月。
- 『熊の足跡』弘学社、1944年3月。

## 関連書
- 『冬の星 故満岡伸一悼句・悼歌集』満岡照子、1950年。 NCID BA47608867。